# جينو بوماري
جينو بوماري (بالإنجليزية: Gyno Pomare)‏ مواليد 5 أبريل 1986 في أوسيانسيدي، هو لاعب كرة سلة أمريكي. بدأ مسيرته الاحترافية في سنة 2009. يلعب في دوري بي جاي. يحمل الرقم 5. لعب مع كويلمس دي مار ديل بلاتا وهاماماتسو هيجاشيميكاوا فينيكس.